# Пікторська Лідія Василівна
Лідія Василівна Пікторська (в шлюбі — Зимович; 1897–1957) — українська радянська акторка.

## Життєпис
Лідія Пікторська народилася 19 (21 березня) 1897 року в Воронежі в дворянській родині. Закінчила Воронезьку Маріїнську гімназію у 1915 році. Потім навчалася на Московських вищих жіночих курсах в 1915—1918 році. Вже за радянської влади продовжила навчання, вступивши у 1918 році на історико-філологічний факультет Воронезького державного університету. Але за спеціальністю не працювала.
На початку 1920-х років Пікторська влаштувалась на роботу до студійного театру Губернського відділу народної освіти, де зіграла роль Коломбіни («Блазень на троні» Рудольфа Лотара). Потім виступала в театрах Тули, Красноводська, Сталінська (нині — Новокузнецьк). З кінця 1930-х років працювала артисткою Російського драматичного театру імені О. С. Пушкіна в Ашхабаді Туркменської РСР.
Після закінчення німецько-радянської війни Лідія Пікторська переїхала до України. Спочатку, в 1949—1953 роках вона виступала в Одеському державному театрі Радянської армії. А потім у 1954 році перейшла до Львівського російського драматичного театру Прикарпатського військового округу (нині — Львівського академічного драматичного театру імені Лесі Українки).
У 1956 році вперше знялася у кіно — це був український радянський художній фільм «Павло Корчагін».
Померла Лідія Пікторська в 1957 році у Львові.

## Творчість
- «Син Рибакова» Віктора Гусєва — тітка Катя
- «Льотчики» Леоніда Аграновича, Семена Листова — Євдокія Йосипівна
- «Кряжеви» Віктора Лаврентьєва — Олена Іванівна
- «Прага залишається моєю» Юрія Буряковського

### Фільмографія
- 1956 — Павло Корчагін — мати Павла Корчагіна

## Нагороди і премії
- Сталінська премія третього ступеня (1952)[1] — за виставу «Прага залишається моєю» Ю. О. Буряковського на сцені Одеського державного театру Радянської армії
- Заслужена артистка Туркменської РСР